# Una notte al museo
Una notte al museo (Night at the Museum) è un film del 2006 diretto da Shawn Levy.
Ha avuto due sequel: Una notte al museo 2 - La fuga, uscito nel 2009 e Notte al museo - Il segreto del faraone, uscito nel 2014.
Il film è stato reso disponibile il 12 novembre 2019 su Disney+ negli Stati Uniti e il 22 maggio 2020 in Italia.

## Trama
Il newyorkese Larry Daley, divorziato, ha spesso cambiato lavoro e casa, deludendo il figlio di 10 anni, Nick, che si vergogna a presentare la sua professione a scuola. Un giorno, Larry trova finalmente lavoro al Museo di storia naturale di New York, il cui direttore, spinto da una sempre minore affluenza, ha deciso di assumere un unico custode in sostituzione dei tre vecchi guardiani: Cecil, Gus e Reginald. Costoro forniscono a Larry un elenco di istruzioni da seguire durante la notte, raccomandandogli di non far entrare o uscire nulla o nessuno dal museo.
Quella sera, dopo una breve pennichella, Larry si accorge che lo scheletro del Tyrannosaurus rex si è mosso dal suo piedistallo, per andare a bere alla fontanella. Spaventato, Larry si rende conto che qualsiasi cosa all'interno del museo ha preso vita. Tra i reperti esposti nel museo hanno maggiore risalto il T-Rex (denominato Rexy), che si comporta come un cane da riporto; Dexter, una dispettosa scimmia cappuccino che gli ruba le chiavi; due popolazioni di statuine (alte pochi centimetri) di antichi romani (capitanati dal generale Ottavio) e di colonialisti del far west (capitanati dal cowboy Jedediah Smith), entrambi in competizione per l'espansione del proprio territorio (le teche), nella stessa area di un gruppo di statuine di Incas; manichini impagliati di sudisti e nordisti, in guerra tra loro; una scorbutica statua di Cristoforo Colombo; un Moai dell'isola di Pasqua che rinomina Larry come "Scemo scemo"; un gruppo di sanguinari unni capitanati da Attila; alcune statue di neanderthaliani attratte dal fuoco; la nativa americana Sakagawea, con Lewis e Clark. Una delle opere esposte, la statua di cera di Teddy Roosevelt, gli spiega che la magia è causata dal potere della tavola del faraone Ahkmenrah, in oro massiccio, che ha il potere di riportare in vita tutte le opere esposte nel museo. La mummia del faraone è custodita nel museo, vicino alla sua tavola, ma non gli viene concesso di uscire dal sarcofago probabilmente perché considerato violento dagli altri. Nulla però deve uscire dal museo dopo l'alba, pena la trasformazione in cenere. Per la prima notte, Teddy Roosevelt aiuta Larry, che il giorno dopo se la prende con i vecchi guardiani che non gli hanno menzionato nulla, per poi impegnarsi a imparare la storia dei vari personaggi per trarne vantaggio e calmarne gli animi. A questo punto, Larry viene aiutato da Rebecca, una ragazza che lavora come guida del museo.
La seconda notte sembra andare meglio, ma texani e romani continuano a farsi la guerra, Dexter libera i predatori della sala africana e un neanderthaliano scappa dalla finestra, diventando cenere all'alba. Il direttore minaccia di licenziare Larry davanti a suo figlio, concedendogli però una terza e ultima notte di lavoro. Durante la terza notte, Larry porta Nick al museo, ma nulla all'interno prende vita e il bambino rimane deluso. Ben presto, i due scoprono che i tre vecchi custodi hanno rubato delle opere esposte, tra cui la tavola, per scappare e godersi la pensione, avendo anche nascosto alcuni oggetti in casa di Larry per far ricadere su di lui la colpa: proprio in quel momento stavano trafugando altri oggetti, convinti che Larry fosse stato licenziato. La tavola viene attivata e tutte le cose riprendono vita, ma i tre ex custodi scappano, rinchiudendo Nick e Larry nella sala egizia, in balia delle 2 enormi statue di Anubi e della mummia di Ahkmenrah.
Per fortuna, Ahkmenrah si presenta come un giovanotto con un marcato accento britannico, essendo stato esposto alla facoltà di egittologia di Cambridge e grazie alla tavola, lui e la sua famiglia non sono mai invecchiati né decomposti. Grazie alla capacità del faraone di interloquire in tutte le lingue e controllare il potere della tavola, Larry organizza squadre d'assalto per catturare i tre custodi. Una volta catturati, tutte le statue tornano al museo poco prima dell'alba, davanti agli occhi dell'incredula Rebecca.
Il mattino seguente, i TG locali parlano di impronte di T-Rex nella neve, pitture rupestri e neanderthaliani sui tetti, pensando che siano trovate pubblicitarie del museo. Il direttore inizialmente licenzia Larry, ma subito dopo cambia idea dopo aver visto la nuova enorme affluenza allo stesso. Ora Nick è fiero di presentare il padre e la sua professione a scuola. Intanto i tre custodi vengono obbligati da Larry a ripulire tutto il museo dopo le scorribande notturne.

## Personaggi
- Ben Stiller è Lawrence "Larry" Daley: è divorziato e sempre alla ricerca di un lavoro per non perdere la custodia del figlio Nick. Accetta a malincuore l'incarico di nuovo guardiano notturno al Museo di Storia Naturale. Fa amicizia con la guida del museo Rebecca, il dinosauro-cane Rexy, Teddy Roosevelt, i piccoli Jedediah e Ottavio, l'indiana Sacagawea e, più avanti anche con Attila e il Faraone Ahkmenrah. Ha un rapporto difficile sia con la scimmietta Dexter sia con il direttore del museo, il dottor McPhee.
- Carla Gugino è Rebecca Hartman: lavora al museo come guida ed è una grande appassionata di storia. Il suo personaggio preferito è Sacagawea, sulla quale sta scrivendo la sua tesi di laurea.
- Dick Van Dyke, Bill Cobbs e Mickey Rooney sono Cecil Fredericks, Reginald e Gus, gli antagonisti del film: ex-guardiani notturni, inizialmente sono amichevoli con Larry, ma poi si scopriranno le loro intenzioni: rubare preziosi oggetti del museo e far credere che sia Larry il ladro, ma i loro piani andranno a monte. Invece di denunciarli, Larry propone di assumerli come spazzini del museo.
- Robin Williams è Theodore "Teddy" Roosevelt: è la statua di cera del 26º Presidente degli Stati Uniti d'America e passa la maggior parte del suo tempo in sella al suo cavallo Tex. Saggio, coraggioso e comico, sarà di grande aiuto per Larry. È segretamente innamorato di Sacagawea, ma si vergogna a confessare i suoi sentimenti, fino a quando riesce a conquistarla salvandola da Cecil.
- Jake Cherry è Nick Daley: il figlio di 10 anni di Larry, vive con la madre e il suo nuovo compagno, un promotore finanziario, e gioca a hockey. Vuole bene a suo padre e ci tiene che abbia un lavoro. Lo aiuterà nella battaglia per salvare il museo.
- Ricky Gervais è il dottor McPhee: severo e agitato, è sempre preoccupato per il futuro economico del museo. Non gli è molto simpatico Larry, ma quando il museo si riempie di visitatori, lo riassume definitivamente.
- Rami Malek è il faraone Ahkmenrah: una mummia chiusa nel suo sarcofago per 54 anni. In precedenza era conservato presso l'Università di Cambridge, alla facoltà di egittologia, per questo parla con l'accento inglese. Conosce anche l'unno, lingua estinta, parlata verso la fine dei suoi tempi.
- Pierfrancesco Favino è Cristoforo Colombo: è una scorbutica statua di latta e parla solo in italiano (nella versione italiana ha un accento genovese). Passa il suo tempo a guardare la sua cartina di latta, come se fosse ancora alla ricerca del Nuovo Mondo. Larry ha difficoltà a capire chi sia. Insieme agli uomini di Neanderthal fermerà Reginald.
- Patrick Gallagher è una statua di cera di Attila,  re degli Unni: grosso e spaventoso, sempre seguito dai suoi sudditi, in cerca di qualcuno da massacrare. Grazie alle conoscenze di Larry sul suo conto, Attila si libererà dal peso che porta nel cuore da tanto tempo, diventando docile e amico di Larry. Pur parlando solo l'unno, sembra riesca a capire l'inglese.
- Owen Wilson è Jedediah Smith: è la miniatura di cera di un cow-boy. All'inizio vuole distruggere Larry, credendolo un mostro[1], ma poi diventerà suo amico. Possiede due pistole che non funzionano, ma si vergogna ad ammetterlo. È un tipo selvaggio, duro e coraggioso ed è sempre in conflitto con il generale romano Ottavio, ma Larry riuscirà a farli andare d'accordo e alla fine i due diventeranno grandi amici.
- Steve Coogan è Gaio Ottavio: è la miniatura di cera del famoso generale romano. Nella versione italiana parla con un forte accento romano. È nobile, orgoglioso della sua patria, un po' arrogante e ruffiano, chiama Larry "Mio Cesare" e odia il cowboy Jedediah, ma dopo aver sgonfiato le gomme del furgone di Cecil e rischiato la vita insieme, le due miniature diventeranno grandi amici.
- Mizuo Peck è Sacagawea: è la statua di cera dell'indiana che guidò Lewis e Clark. Passa ogni notte a sentirli litigare. Larry ha grandi difficoltà a pronunciare il suo nome. Sarà di aiuto al guardiano durante la battaglia e alla fine anche lei s'innamorerà di Teddy. In più, aiuterà Rebecca a completare la sua tesi.

### Personaggi storici
- Teddy Roosevelt
- Jedediah Smith
- Gaio Ottavio
- Attila
- Sacajawea
- Meriwether Lewis
- William Clark
- Cristoforo Colombo

### Altre esposizioni
- T-Rex (scheletro)
- Ammonite
- Moai
- Mammut lanoso
- Uomini di Neanderthal
- Inuit
- Diligenza del Far West
- Soldati della Guerra Civile
- Falco pellegrino
- Leoni
- Elefante africano
- Cebo cappuccino
- Struzzo
- Zebre
- Orice arabo
- Antilopi
- Serpente
- Rinoceronte bianco
- Facocero
- Alce
- Leopardo
- Maya
- Leone di Giada
- Nativi americani
- Anubi
- Statua dell'esercito di terracotta
- Lama
- Poiane
- Vichinghi
- Cavalieri
- Balenottera azzurra
- Buddha

## Distribuzione
Il film è uscito nelle sale cinematografiche statunitensi il 22 dicembre 2006 mentre in Italia il 2 febbraio 2007.

### Edizione italiana
La direzione del doppiaggio e i dialoghi italiani sono a cura di Fiamma Izzo per conto della PumaisDue. La sonorizzazione, invece, venne affidata alla Fono Roma.

## Accoglienza

### Incassi
Con un budget stimato in 110 milioni di dollari, il film ha incassato 250863268 $ nel Nord America e 323 617 573 $ all'estero, per un totale di 574 480 841 $. È pertanto il film di maggiore incasso della trilogia.

### Critica
Il film è stato accolto da recensioni miste da parte della critica. Sul sito Rotten Tomatoes ottiene il 43% delle recensioni professionali positive, basata su 138 recensioni, con una media voto del 5.3/10. Su Metacritic ottiene 48/100, basato su 28 recensioni.

## Sequel
- Una notte al museo 2 - La fuga (2009)
- Notte al museo - Il segreto del faraone (2014)
- Una notte al museo - La vendetta di Kahmunrah (2022)